# Университет Маршалла
Университет Маршалла (англ. Marshall University) — общественный исследовательский университет в Хантингтоне.
Университет основан в 1837 году как Академия Маршалла в честь Джона Маршалла, председателя Верховного суда США в 1801—1835 гг, одного из родоначальников американской правовой системы. Первоначально это частная школа для жителей Гайандотта и окрестностей. В 1858 году Генеральная Ассамблея Вирджинии изменила статус учебного заведения как Колледж Маршалла. Но 1860-е гг из-за Гражданской войны обучение в нём прекратилось. В 1863 году округ Кабелл в числе 50 округов отделились от Виргинии, позже из них был сформирован штат Западная Виргиния. В 1867 году Законодательное собрание Западной Вирджинии возродило учебное заведение с целью подготовки учителей и переименовало его в Государственную нормальную школу колледжа Маршалла. Начало развитие колледжа совпало с временем образования города Хантингтон на месте Гайандотта и нескольких малых поселений.
В 1907 году была введена должность «президента» и разрешено создание новых факультетов на уровне колледжа. В то время количество студентов уже превысило 1000 человек. В 1920 году школа впервые ввела четырёхлетнее обучение. В 1937 году колледж пострадал от разрушительного наводнения на реке Огайо. Тем не менее, это не помешало с 1938 года предлагать степень магистра по шести программам: химия, образование, история, политология, психология и социология. В том же году школа была аккредитована как «университетское учебное заведение», однако, повышение до статуса университета оставалось спорным вопросом на протяжении более двух десятилетий. Лишь 2 марта 1961 года Легислатура Западной Вирджинии повысила статус колледжа до университета.
Университет Маршалла кроме основного комплекса на территории Хантингтона, имеет кампусы в Пойнт-Плезанте, Бекли и Саут-Чарлстоне. Главный кампус занимает около 40 га. Старейшее его здание — Old Main — символ университета. Оно включено в Национальный реестр исторических мест США. Также в память о погибшей в 1970 году футбольной команде возведены Мемориальный студенческий центр и Фонтан, около которого 14 ноября каждый год проводятся памятные церемонии, после которых вода в фонтане отключается, тем самым символизируя оборванную жизнь погибших. Включают её снова только весной.
Спортивная команда университета называется «Громоподобное стадо Маршалла» (Marshall Thundering Herd). Талисман — бизон Марко (от MARshall COllege). Основные цвета — зелёный и белый, редко, в резервной форме, используется чёрный. Национальное первенство NCAA в 2020 году выигрывала мужская команда по футболу. Баскетбольная мужская команда шесть раз выходила в первенство NCAA, пять раз (1956, 1972, 1984, 1985, 1987) выбывая в первом круге, лишь в 2018 году ей удалось выйти во второй этап.

## Галерея
- Бизон Марко — символ университета
- Центр бизнеса и инноваций
- Мемориальный студенческий центр
- Стадион Джоан Эдвардс